# Abufar (Carafa)
Abufar ossia La famiglia araba (en español “Abufar, o la familia árabe”) es una ópera en dos actos del compositor italiano Michele Carafa, con libreto en italiano de Felice Romani, basado en la tragedia Abufard ou la Famille arabe de Jean-François Ducis. Fue estrenada en el Kärntnertortheater de Viena el 28 de junio de 1823.

## Historia
En 1821, el empresario teatral Domenico Barbaja se hace cargo de la gestión de los dos principales teatros de Viena, el Kärntnertortheater y el Theater an der Wien, y lleva a la ciudad a los principales compositores italianos, como Rossini o Mercadante. Michele Carafa también acepta la invitación de Barbaja tras el fracaso que sufrió el estreno de su anterior ópera,  Eufemio di Messina en Roma. Para ello, recurrió a un libreto recientemente escrito por Felice Romani, probablemente escrito directamente para la ocasión.
La ópera se estrenó en Viena con éxito de público y crítica, pero la censura prohibió seguir con las funciones algún tiempo después del estreno, a causa de la relación “incestuosa” entre los protagonistas. A causa de esto, no hay constancia de que fuera representada en más ocasiones.
El libreto de Romani fue reutilizado poco después por Manuel García para componer su propia ópera,  El Abufar, ossia La famiglia araba, estrenada de México en 1827.
La ópera no ha sido recuperada en época moderna.

## Personajes
| Personaje                                     | Voz     | Elenco del estreno Director de orquesta: |
| --------------------------------------------- | ------- | ---------------------------------------- |
| Abufar (líder de la tribu de Samael)          | bajo    | Luigi Lablache                           |
| Faran (su hijo)                               | tenor   | Giovanni David                           |
| Odeide (hija de Abufar)                       | soprano | Caroline Unger                           |
| Salema (hija adoptiva de Abufar)              | soprano | Joséphine Fodor                          |
| Farasmino (joven persa, prisionero de Abufar) | tenor   | Domenico Donzelli                        |
| Árabes y familiares de Abufar, de ambos sexos |         |                                          |

## Argumento
La acción tiene lugar en una isla en el Ganges no identificada en el libreto, hacia el siglo IV a. C.
Acto I
Campamento en el desierto
La tribu realiza sus plegarias, dirigida por Abufar. Una vez concluida, Abufar se da cuenta de que Obeide, Salema y Farasmino están tristes, todos ellos a causa de un oculto amor, mientras él mismo también manifiesta que, desde que se fue su hijo Faran, todos los días son tristes; aun así, aunque volviera arrepentido, no piensa perdonarlo ni volverlo a ver. Ante la tristeza de todos, decide liberar al día siguiente a Farasmino, permitiéndole así regresar a su tierra. Una vez solo, Abufar confiesa que sospecha que Faran ama a Salema, pero ella es en realidad una esclava a la que acogió como hija, y no puede permitir que ambos se casen. Por otro lado, Farasmino se muestra afligido por tener que regresar a su tierra; le confiesa entonces su amor a Obeide y, como ella también dice amarlo, prometen permanecer juntos (dúo Deh! Parla, che brami?). Llega entonces Salema, informando que acaban de ver a Faran. Todo el pueblo le acoge con alegría, y él muestra su felicidad de volver a su casa (aria: Cari oggetti, a voi vicino). Llega entonces Abufar, quien rechaza a su hijo, acusándolo de infiel a la familia por haberles abandonado. Faran consigue aplacarlo, y su padre finalmente lo acoge, pero para probar si todavía ama a Salema, propone que se celebre un doble matrimonio: Salema, a la que ve triste últimamente, se casará con Farasmino, ya que dice ser el amor por él la causa de su tristeza, mientras que Faran también obtendrá esposa. Faran se pone furioso y amenaza con marcharse, pero su padre consigue calmarlo (dúo: Sai che in duol). 
Interior de la tienda de Abufar
Sola, Salema quiere morir y le suplica a su madre ayuda para luchar contra su oculto amor (aria: Oh madre! Io dirò!). Odeide le informa que Faran ha decidido quedarse y que se casará con la muchacha árabe que él elija. Aparece entonces Faran, pidiendo quedarse a solas con Salema; le confiesa entonces su amor, y le propone ser la elegida para casarse con él (dúo: Cercai nell’Asia intera). Un grupo de jóvenes les informa entonces que Abufar los llama a su presencia. 
Campamento en el desierto
Abufar, mostrando sus verdaderos planes, va a casar a Farasmino con Odeide, para alegría de ambos. Cuando llega Faran, pensando que Salema ha aceptado casarse con Farasmino, lo insulta, provocando la ira de este y la reprensión de su padre. Pero Faran está furioso, detiene la ceremonia y pide batirse en duelo con Farasmino. 
Acto I
Recinto entre las tiendas de la tribu
Abufar le pide a Farasmino que huya, pero éste se niega a abandonar a Odeide. Abufar pide entonces interrogarla, pensando que Faran la ama. Odeide confiesa ser inocente (aria: Ah! Se son io colpevole). Abufar entonces decide entonces liberar a Faran para descubrir así sus verdaderas intenciones. Farasmino se queda solo cuando aparece Faran, armado; le dice que esté tranquilo, ya que piensa huir, pues su presencia solo les haría infelices a todos. Pero como cada uno malinterpreta el objeto del amor del otro, al final terminan enfrentándose y sacando sus armas (dúo: La tua man mi acosta al seno). Llega entonces Abufar para detenerlos; Odeide abraza a Farasmino, deshaciendo así el malentendido. Faran pide perdón y se reconcilia con Farasmino, pero saber que él y Odeide se casarán no hace más que aumentar su dolor, por lo que insiste en que debe partir (quinteto: Traditor che tenti mai). 
Interior de la tienda de Abufar
Odeide consigue que Salema le confiese que ama a su hermano, Faran, pero Salema le suplica que no se lo cuente a Abufar (aria: Tu non sai quante lagrime io sparsi). Llega Farasmino informando que Faran ha huido; Salema se desmaya y, cuando despierta, delira en su desesperación. 
Cementerio de la tribu
Antes de huir para siempre, Faran visita la tumba de su madre (aria: Caro oggetto, un tuo sospiro). Llega Salema; Faran trata de huir, pero ella lo retiene diciendo que irá con él, que en vano Abufar se opondrá a su matrimonio, y Faran, tras pedirle que le deje solo, finalmente cede (dúo: Se di te pietosa sei). Cuando los dos se disponen a huir, Abufar los detiene, confiesa que Salema no es hermana de Faran, ya que la recogió de un moribundo que le pidió que la cuidara, y acepta el matrimonio entre los dos, apa alegría de todos.

## Estructura
- Sinfonía

Acto I
- N. 1 – Introducción Occhio del ciel ed anima (Abufar, Odeide, Salema, Farasmino, Coro)
- N. 2 – Cuarteto Oh! Di perenni lagrime crudo e fatale oggetto (Odeide, Salema, Farasmino, Abufar, Coro)
- N. 3 – Dueto Deh! Parla, che brami? (Odeide, Farasmino, Salema, Coro)
- N. 4 – Coro Viva Faran, onor di nostra tribù (Odeide, Salema, Faran, Coro)
- N. 5 – Coro Ah! Predi... confortati Odeide, Salema, Coro)
- N. 6 – Aria Cari oggetti, a voi vicino (Faran, Odeide, Salema, Farasmino)
- N. 7 – Dueto Sai che in duol (Faran, Abufar, Salema)
- N. 8 – Aria Oh madre! Io dirò! (Salema, Odeide, Faran)
- N. 9 – Dueto Cercai nell’Asia intera (Salema, Faran)
- N. 10 – Finale I Dolce quel’aura placida (Odeide, Salema, Faran, Farasmino, Abufar, Coro)

Acto II
- N. 11 – Coro Pria che severo giudice (Abufar, Farasmino, Coro)
- N. 12 – Aria Ah! Se son io colpevole (Odeide, Farasmino, Abufar, Coro)
- N. 13 – Escena Ite, o donzelle (Abufar)
- N. 14 – Dueto La tua man mi acosta al seno (Faran, Farasmino)
- N. 15 – Quinteto Traditor che tenti mai (Odeide, Salema, Faran, Farasmino, Abufar, Coro)
- N. 16 – Aria Tu non sai quante lagrime io sparsi (Salema, Odeide, Farasmino, Coro)
- N. 17 – Aria Caro oggetto, un tuo sospiro (Faran, Salema)
- N. 18 – Dueto Se di te pietosa sei (Salema, Faran)
- N. 19 – Finale II Fermati ed ascoltate! (Odeide, Salema, Faran, Farasmino, Abufar, Coro)

## Discografía
No existe por el momento ninguna grabación de la ópera.